# Mătești
Mătești – wieś w Rumunii, w okręgu Buzău, w gminie Săpoca. W 2011 roku liczyła 1573 mieszkańców.